# Felipe Zenobio
Felipe Tomás Zenobio (Tigre, 22 maggio 2000) è un calciatore argentino, portiere del Tigre.

## Carriera
Zenobio è cresciuto nel settore giovanile del Tigre, con cui ha debuttato il 22 ottobre 2020 nell'incontro di Coppa Libertadores perso 5-0 contro il Palmeiras. Nel 2023 è stato ceduto in prestito per una stagione all'Agropecuario e nella stagione seguente, rientrato al club rossoblù, è stato promosso a portiere titolare.

## Statistiche

### Presenze e reti nei club
Statistiche aggiornate al 20 luglio 2025.
| Stagione        | Squadra         | Campionato      | Campionato | Campionato | Coppe nazionali | Coppe nazionali | Coppe nazionali | Coppe continentali | Coppe continentali | Coppe continentali | Altre coppe | Altre coppe | Altre coppe | Totale | Totale | Totale |
| Stagione        | Squadra         | Comp            | Pres       | Reti       | Comp            | Pres            | Reti            | Comp               | Pres               | Reti               | Comp        | Pres        | Reti        | Pres   | Reti   |        |
| --------------- | --------------- | --------------- | ---------- | ---------- | --------------- | --------------- | --------------- | ------------------ | ------------------ | ------------------ | ----------- | ----------- | ----------- | ------ | ------ | ------ |
| 2020            | Tigre           | PBN             | 0          | -0         | CA              | 1               | -1              | CL                 | 1                  | -5                 | -           | -           | -           | 2      | -6     |        |
| 2021            | Tigre           | PBN             | 13         | -11        | CA              | 0               | -0              | -                  | -                  | -                  |             | -           | -           | 13     | -11    |        |
| 2022            | Tigre           | PBN             | 0          | -0         | CA              | 0               | -0              | -                  | -                  | -                  | -           | -           | -           | 0      | -0     |        |
| 2023            | Agropecuario    | PBN             | 13         | -12        | CA              | 0               | -0              | -                  | -                  | -                  | -           | -           | -           | 13     | -12    |        |
| 2024            | Tigre           | PD              | 25         | -28        | CA+CdL          | 1+1             | -0 + -1         | -                  | -                  | -                  | -           | -           | -           | 27     | -29    |        |
| 2025            | Tigre           | PD              | 19         | -17        | CA              | 2               | -0              | -                  | -                  | -                  | -           | -           | -           | 21     | -17    |        |
| Totale Tigre    | Totale Tigre    | Totale Tigre    | 57         | -56        |                 | 5               | -2              |                    | 1                  | -5                 |             | -           | -           | 63     | -63    |        |
| Totale carriera | Totale carriera | Totale carriera | 70         | -68        |                 | 5               | -2              |                    | 1                  | -5                 |             | -           | -           | 76     | -75    |        |

## Palmarès

### Club

#### Competizioni nazionali
- Primera B Nacional: 1

Tigre: 2021